# Пешехонов, Василий Иванович
Васи́лий Ива́нович Пешехо́нов (1925, Аламасово, Вознесенский район — 20 января 1945, Rząska, Малопольское воеводство) — участник Великой Отечественной войны, заместитель командира отделения роты противотанковых ружей (ПТР) моторизованного батальона автоматчиков 13-й гвардейской танковой бригады 4-го гвардейского танкового корпуса 1-го Украинского фронта, гвардии младший сержант. Герой Советского Союза (1945).

## Биография
Родился в 1925 году в селе Аламасово ныне Вознесенского района Нижегородской области в крестьянской семье. Русский.
Его мать умерла в 1942 году, отец умер в 1994 году. У Василия были три сестры — Татьяна, Евдокия и Мария, а также брат Александр.
Окончил 6 классов. Работал в колхозе, затем лесником.
В Красной Армии с 1943 года. В действующей армии — с апреля 1944 года.
Заместитель командира отделения роты комсомолец гвардии младший сержант Василий Пешехонов в бою в районе населённого пункта Жонска (Польша) лично уничтожил две огневые точки и несколько гитлеровцев. Действуя в группе автоматчиков западнее города Кракова, перерезал дорогу Краков—Катовице.
20 января 1945 года в критический момент боя бесстрашный воин-бронебойщик своим телом закрыл амбразуру дзота. Ценой своей жизни гвардии младший сержант Пешехонов В. И. способствовал выполнению боевой задачи подразделением.
Похоронен в селе Боленцын (гмина Тшебиня, Хшанувский повят, Малопольское воеводство, Польша).

## Награды
- Указом Президиума Верховного Совета СССР от 10 апреля 1945 года за образцовое выполнение боевых заданий командования на фронте борьбы с немецко-фашистским захватчиками и проявленные при этом мужество и героизм гвардии младшему сержанту Пешехонову Василию Ивановичу посмертно присвоено звание Героя Советского Союза.
- Награждён орденом Ленина, медалями.

## Память
- Колхоз в родном селе Героя назван его именем.
- Его имя присвоено одной из улиц города Наро-Фоминск.
- В 1970 году была выпущена почтовая марка СССР, посвящённая Пешехонову.
- Известный горьковский поэт Борис Пильник посвятил подвигу Василия Пешехонова свою поэму.
- Жители Польши в селе Боленцин соорудили памятник Василию Ивановичу Пешехонову.
- Приказом Министра обороны СССР он навечно зачислен в списки одного из полков гвардейской Кантемировской танковой дивизии. В приказе сказано: «Его беззаветная преданность социалистической Родине, мужество и геройство должны служить примером для всего личного состава Вооружённых Сил СССР».